# Sten Stensen
Sten Stensen   (Drammen, 18 de desembre de 1947) és un patinatge de velocitat sobre gel noruec, ja retirat, que destacà a la dècada del 1970.

## Carrera esportiva
Especialista en llargues distàncies, participà en els Jocs Olímpics d'Hivern de 1972 realitzats a Sapporo (Japó), on aconseguí guanyar dues medalles de bronze en els 5.000 i 10.000 metres. En els Jocs Olímpics d'Hivern de 1976 realitzats a Innsbruck (Àustria) disputà les dues mateixes proves, aconseguint la medalla d'or en la prova de 5.000 metres per davant del neerlandès Piet Kleine, que al seu torn el deixà en segon lloc en la prova dels 10.000 metres.
Al llarg de la seva carrera fou dues vegades campió del seu país (1973 i 1974, a la vegada que fou tres vegades subcampió (1976, 1977 i 1978) i dues tercer (1971 i 1972). En el Campionat del Món de patinatge de velocitat aconseguí un campionat (1974) i dos subcampionats (1973 i 1976), alhora que en el Campionat d'Europa de patinatge de velocitat aconseguí la victòria l'any 1975.

### Rècords del món
Al llarg de la seva carrera trencà dos rècords del món:
| Prova    | Resultat | Data                | Seu   |
| -------- | -------- | ------------------- | ----- |
| 10.000 m | 14:50.31 | 25 de gener de 1976 | Oslo  |
| 10.000 m | 14:38.08 | 21 de març de 1976  | Medeo |

### Marques personals
| Prova    | Resultat | Data                   | Seu       |
| -------- | -------- | ---------------------- | --------- |
| 500 m    | 39.03    | 19 de març de 1977     | Medeo     |
| 1.000 m  | 1:23.44  | 7 de gener de 1973     | Kongsberg |
| 1.500 m  | 1:58.72  | 21 de març de 1976     | Medeo     |
| 3.000 m  | 4:13.6   | 17 de desembre de 1977 | Hamar     |
| 5.000 m  | 7:05.04  | 19 de març de 1977     | Medeo     |
| 10.000 m | 14:38.08 | 21 de març de 1976     | Medeo     |
| Samalog  | 165.316  | 20 de març de 1977     | Medeo     |